# Christoph Raabs

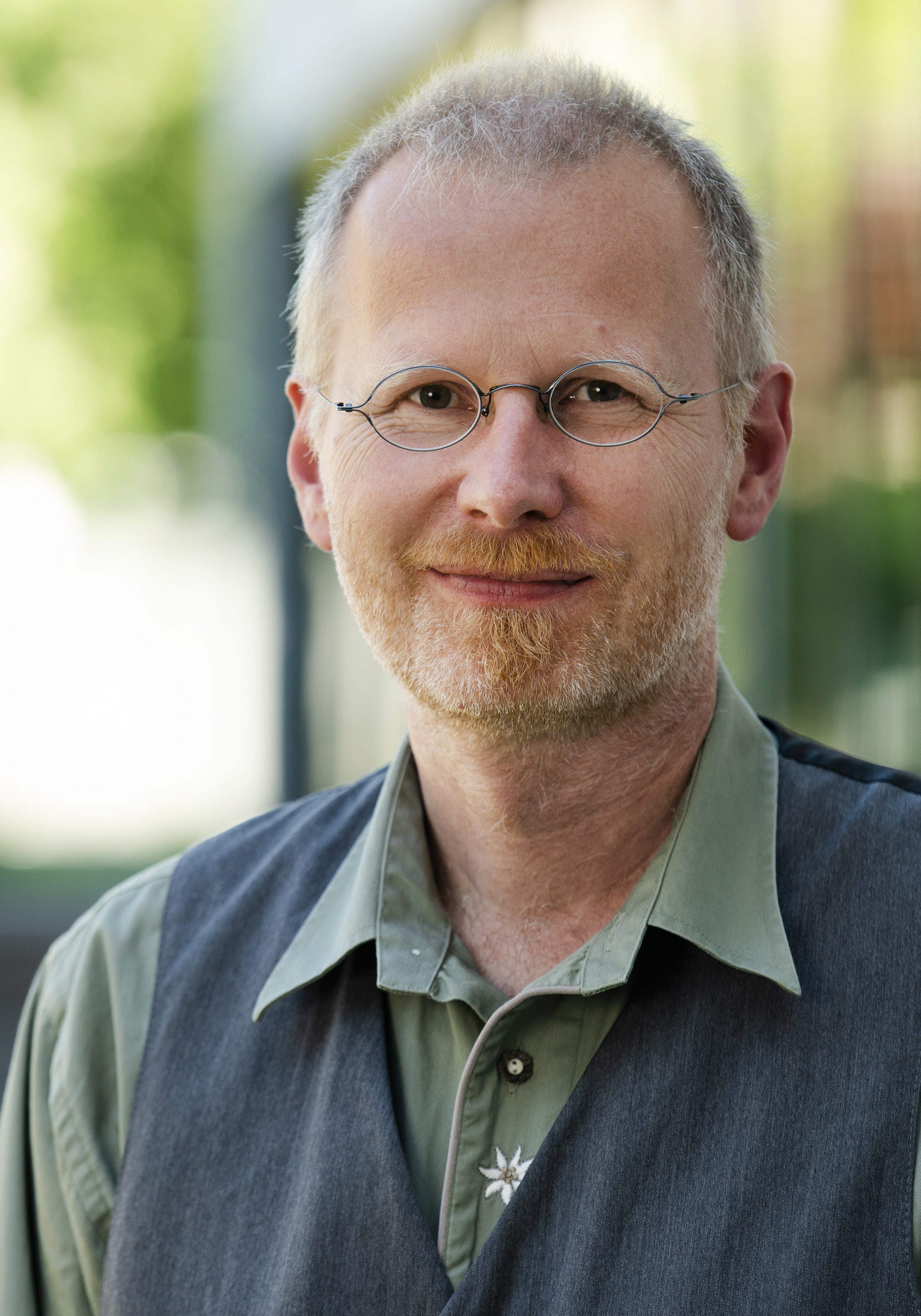
Christoph Raabs 2018

Christoph Raabs (* 6. Juni 1972) ist ein deutscher Politiker. Von Mai 2018 bis September 2020 war er Bundesvorsitzender der Ökologisch-Demokratischen Partei. Zum 31. Mai 2022 verließ er die Partei.

## Leben
Christoph Raabs wuchs in der DDR auf. Seit 1989 ist er politisch aktiv und war ab 2001 Mitglied in der ÖDP. Von 2006 bis 2016 war er Kreisvorsitzender im Kreisverband Coburg-Kronach der ÖDP und ist seit 2008 Kreisrat im Landkreis Coburg. Seit 2014 gehört er dem Bundesvorstand der ÖDP an, in dem er seit 2015 Bundesschatzmeister der ÖDP war. Bei der Bundestagswahl 2017 kandidierte er für die ÖDP im Wahlkreis 238 (Coburg). Ab dem 6. Mai 2018 war er Bundesvorsitzender der ÖDP, ehe er im September 2020 auf dem Bundesparteitag in Suhl von Christian Rechholz abgelöst wurde.
Raabs ist seit 1998 als Landmaschinenmechaniker-Meister selbständig in Einzelhandel und Handwerk tätig. Er lebt in Neustadt bei Coburg, ist verheiratet und Vater von Zwillingen. Neben der Politik engagiert er sich als Chorleiter und Fußballschiedsrichter und ist Mitglied der Alt-Katholischen Kirche in Deutschland, seit Herbst 2021 Vorsitzender des Kirchenvorstandes der alt-katholischen Gemeinde St. Nikolaus Coburg.

## Politische Positionen
Christoph Raabs fordert, entsprechend dem Programm der ÖDP, ein Familiengehalt und ist wachstumskritisch.